# Bruce Johnston
Bruce Arthur Johnston (nascut Benjamin Baldwin el 27 de juny de 1942) és un cantant, compositor i productor musical nord-americà, conegut principalment per ser membre de the Beach Boys. Va unir-se al grup l'any 1965 només per a les actuacions en directe, però als àlbums següents va passar a contribuir-hi. També és conegut per la seva col·laboració amb Terry Melcher a principis dels anys 1960, com a Bruce & Terry, i amb el grup de surf The Rip Chords, a part de compondre la cançó de Barry Manilow "I Write the Songs".

## Infantesa
De petit, fou adoptat per William i Irene Johnston, de Chicago, i va créixer en barris rics de Los Angeles com Brentwood i Bel-Air. El seu pare adoptiu era president de la cadena de farmàcies Rexall. Johnston va anar a una escola privada i va estudiar piano clàssic de petit.

## Carrera musical

### 1957–65: Inicis
A l'institut, Johnston va canviar a la música contemporània. Va tocar en alguns grups de principiants en aquella època, i després va passar a treballar amb músics joves com Sandy Nelson, Kim Fowley, i Phil Spector. Aviat va començar a fer acompanyaments amb gent com Ritchie Valens. El 1959, mentre encara era a l'institut, va fer els arranjaments i va tocar al seu primer disc d'èxit, "Teenbeat" de Sandy Nelson. El senzill va arribar al Top Ten de Billboard.
El 1962 and 1963, Johnston va continuar gravant discos amb una sèrie de senzills de música surf (vocal i instrumental) i un disc, Surfin' 'Round The World, editat amb el seu nom, i un altre disc en directe, de la Bruce Johnston Surfin' Band anomenat Surfer's Pajama Party. Johnston i Melcher van passar a treballar de productors a la plantilla de Columbia Records, a Hollywood, i van produir "Hey Little Cobra", una cançó que va vendre més d'un milió de còpies, i era una còpia de l'estil de cançons de cotxes dels Beach Boys, amb el mateix estil vocal.

### 1965–72: The Beach Boys
El 9 d'abril de 1965, Johnston va passar a formar part dels Beach Boys, en substitució de Glen Campbell, que tocava el baix a les gires i feia les veus de Brian Wilson. Johnston era un dels més entusiasmats amb el disc de 1966 dels Beach Boys Pet Sounds. Va anar a Londres el maig de 1966 amb el disc i el va deixar escoltar a John Lennon i Paul McCartney. Ha escrit unes quantes cançons dels Beach Boys; hi destaca "Disney Girls (1957), de 1971, de la qual n'han fet versions Cass Elliot, Captain & Tennille, Art Garfunkel, Jack Jones i Doris Day.

### 1972–77: Carrera en solitari
Johnston va plegar dels Beach Boys l'any 1972 per començar una carrera en solitari, i va escriure l'èxit de Barry Manilow "I Write the Songs", que va arribar al número 1 del Billboard Hot 100, i va guanyar el Grammy a la Cançó de l'Any. Més de dos-cents artistes n'han fet versions (incloent-hi Frank Sinatra).
Al seu disc de 1977 "Going Public" va aconseguir un èxit a les llistes amb una versió de la cançó "Pipeline" de the Chantays. El mateix any, va fer els arranjaments, i les veus d'acompanyament al disc d'Eric Carmen Boats Against the Current.

### 1978–actualitat: Tornada amb els Beach Boys
En 1979 va produir tot sol el disc de continuació, Keepin' the Summer Alive. Des de llavors, Johnston s'ha quedat amb els Beach Boys, i va ser l'únic que va continuar fent gires amb Mike Love com a Beach Boys després de la mort de Carl Wilson. El juny de 2012, Johnston, Brian Wilson, Mike Love, Al Jardine, i David Marks van tornar a ajuntar-se per a fer un disc nou, i la gira del cinquantè aniversari.

## Altres treballs
Johnston va fer els arranjaments de les veus d'acompanyament (i també va cantar) a les gravacions de "Don't Let The Sun Go Down On Me", d'Elton John i a The Wall de Pink Floyd.

## Discografia en solitari
| Any  | Detalls |
| ---- | --- |
| 1962 | Surfers' Pajama Party - Publicat: 1962 - Discogràfica: Del-Fi Records - Cançons: "Surfer's Delight"; "Kansas City"; "Mashin' the Popeye"; "Gee But I'm Lonesome"; "Green Onions"; "Ramrod"; "Last Night"; "Surfer Stomp"; "What'd I Say"; "Something On Your Mind"                                                                                          |
| 1963 | Surfin' Round the World - Publicat: 1963 - Discogràfica: Columbia Records - Cançons: "Surfin' Round the World"; "Maksha at Midnight"; "Down Under"; "Cape Town"; "Biarritz"; "Jersey Channel Islands, Pt. 7"; "The Hamptons"; "Virginia Beach"; "Surf-A-Nova"; "Hot Pastrami, Mashed Potatoes, Come on to Rincon-Yeah!!"; "Malibu"; "Surfin's Here to Stay" |
| 1977 | Going Public - Publicat: 1977 - Discogràfica: Columbia Records - Cançons: "I Write the Songs"; "Deirdre"; "Thank You Baby"; "Rendezvous"; "Won't Somebody Dance With Me"; "Disney Girls (1957)"; "Rock and Roll Survivor"; "Don't Be Scared"; "Pipeline" |

### Senzills
| Data de publicació | Títol                                                             | Discogràfica     | Posició en llistes      |
| Febrer 1962        | "Do the Surfer Stomp (Part One)"/"Do the Surfer Stomp (Part Two)" | Donna            | no va entrar en llistes |
| Abril, 1962        | "Soupy Shuffle Stomp"/"Moon Shot"                                 | Donna            | no va entrar en llistes |
| Març, 1963         | "The Original Surfer Stomp"/"Pajama Party"                        | Del-Fi           | no va entrar en llistes |
| Agost, 1977 (UK)   | "Pipeline"/"Disney Girls"                                         | CBS Records      | #33 (UK)                |
| Setembre, 1977     | "Pipeline"/"Disney Girls" + "Pipeline"/"Deirdre" (12")            | Columbia Records | no va entrar en llistes |
| 1977               | "Rendezvous"/"I Write the Songs"                                  | Columbia Records | no va entrar en llistes |